# Botshabelo
Botshabelo is een township die in 1978 is opgericht door de Apartheidsregering op 45 km ten oosten van Bloemfontein, Vrijstaat, Zuid-Afrika. De meeste mensen die hiernaartoe moesten verhuizen waren boeren. Er wonen ongeveer 180.000 inwoners. Het is sinds 2000 een hoofdplaats (main place) van de gemeente Mangaung.

## Subplaatsen
Het nationaal instituut voor de statistiek, Stats SA, deelt sinds de census 2011 deze hoofdplaats in in 21 zogenaamde subplaatsen (sub place), waarvan de grootste zijn:
Botshabelo C • Botshabelo F • Botshabelo J • Botshabelo K • Botshabelo SP • Botshabelo U.